# Jacques Held Rigollet
Jacques Held Rigollet, född 23 januari 1927 i Paris, är en fransk-svensk målare, ciselör, formgivare och skulptör.
Han är son till juveleraren Louis Rigollet och Cécile Couturier och var mellan 1953 och 1983 gift med Kristina Lindh. Rigollet utexaminerades från Collège Technique Boulle 1946 och företog därefter studieresor till Schweiz och Nederländerna. Han bosatte sig i Sverige 1948 och blev svensk medborgare 1958. Under sin tid i Frankrike 1946–1950 medverkade han i ett flertal samlingsutställningar med bildkonst och skulpturer. Separat ställde han ut med ciselerade arbeten i Paris 1946. Som juvelformgivare har han medverkat i W.A. Bolins utställningar i Stockholm sedan 1951 och han har medverkat i smyckeutställningar på Liljevalchs konsthall. Hans konst består av porträtt, landskap och abstrakta kompositioner samt mindre skulpturer och reliefer i lera samt smycken. Han var även unik med sin emaljkonst.